# 弥额尔·奥斯定·普罗
若瑟·拉蒙·弥额尔·奥斯定·普罗·华雷斯（西班牙語：José Ramón Miguel Agustín Pro Juárez），也称作真福弥额尔·普罗（英語：Blessed Miguel Pro）（1891年1月13日—1927年11月23日），是一位墨西哥耶稣会天主教神父，在当时的墨西哥总统普卢塔科埃利亚斯·卡列斯（Plutarco Elías Calles）的任期内，他因莫须有的炸弹袭击和企图暗杀前总统阿尔瓦罗·奥夫雷贡的罪名而被处决。
普罗神父的被捕，缺少审判和证据支持，使他在基督战争中名声大振。他以宗教虔诚与纯洁为人所知，在1988年9月25日被教宗若望保禄二世以一位天主教殉道者的名义宣福（殉道原因为in odium fidei ，意为因仇恨信仰，指一个天主教徒被非教徒杀害）

## 历史背景
普罗神父被杀时，墨西哥正处于狂烈反教权及反天主教总统卡列斯的统治之下，格雷厄姆·格林称卡列斯开始了“自伊丽莎白在位以来世上最残酷的迫害。”

## 童年
若瑟·拉蒙·弥额尔·奥斯定·普罗·华雷斯于1891年1月13日生于瓜达卢佩。他在十一个子女中排名第三，其中有四人婴儿或幼儿时就死了。自青年时，他就被昵称为“Cocol”。他的两个姐妹进了女修道院。1911年8月15日，他在El Llano的耶稣会见习。

## 在墨西哥的耶稣会生活，迫害，流放国外和授圣职
他的同事之一Pulido神父说他“从未见过如此杰出的智慧，从未粗劣，总是才华横溢。”他以他的慈善事业和能谈论精神上话题却不使人觉得无聊的能力著称。神父Pulido说，有两个普罗：一个是幽默的（playful）普罗，一个是虔诚的（prayerful）普罗。他也因长期花时间在教堂里而闻名。
一位很长任期的墨西哥总统波费里奥·迪亚斯操纵选举后在1911年被流放，同时，争夺权力的墨西哥革命也开始了。
普罗在墨西哥学习，直到1914年大规模的政府性反天主教浪潮强制解散了修道士见习处，耶稣会成员也不得不逃到美国加州的洛斯加托斯之后他去西班牙格拉纳达学习（1915-19），而后又在尼加拉瓜教授（1919-1922）。
而在墨西哥，国家的新宪法被签署（1917）。墨西哥1917年宪法中的五项条款特别指向了对天主教教会的压迫。第三条规定学校需为世俗教育，禁止教会参与小学和中学的教育。第五条宣布修道性质的宗教团体为非法。第二四十条禁止公众在教堂建筑外礼拜，而第二十七条却限制了宗教组织拥有房产的权利。最后一条，第一百三十条剥夺了神职人员基本的公民权利：教士和修道士被禁止穿着修道士衣服，被拒绝拥有投票权，不被允许在媒体上谈论公共事务。宪法中大多数反教权的条款在1998年被去除。
为学习神学，普罗被送往比利时的昂吉安，在那里（同样是被放逐的）法国耶稣会成员有他们的神学系。他的健康状况持续恶化。1925年8月31日他在那里被任命为牧师。在那时他写到：“我何以向你表达圣灵的美好恩典？它将天堂般的喜悦带入我那可怜的矿工灵魂。受职之日，尤其是在我与主教共同宣读受职祷文时，我无法忍住泪水。仪式结束后，新神父们将他们的第一个祝福给他们的父母。我去了我房间，在桌上摆出所有我家人的照片，然后自心底向他们祝福。”
他成为牧师后的第一个任务为和沙勒罗瓦的矿工们工作。尽管工人有社会主义和共产主义倾向，他也同样赢得了他们的内心和向他们传福音。
受职三个月后，他因溃疡不得不经受多次手术。但他依然保持快乐和勇敢，他解释说他力量的源泉是他的祷告。

## 回到墨西哥
1926年夏天他在欧洲的学习完成，普罗神父返回墨西哥。途中，他经过卢尔德，在那里他举行弥撒并且参观了路德圣母岩洞。
普罗神父在1926年7月8日抵达韦拉克鲁斯州。而卡列斯为此时的墨西哥总统。卡列斯和他的前任不同，他积极执行1917年宪法的反天主教条款，贯彻了所谓的“卡列斯法”，此法对批评政府（五年监禁）和在教堂外某些场合穿着教士装束（500比索）的神父执行特别的惩罚。1926年7月31日，该法生效。
至此，某些州，如在臭名昭著的反天主教的Tomás Garrido Canabal统治下的塔巴斯科州，已关闭了所有教堂和清除了本州全部的公开活动的牧师，他们中大部分被杀，一小部分被强制结婚，一小部分不得不冒生命危险秘密活动。普罗神父在回到时去了一个“地下教会”任职。他秘密举行圣餐仪式并且为小组天主教徒主持圣礼。
普罗神父在此地下教会的神父工作细节来自他许多签有昵称Cocol的信件。1926年10月发出了对他的逮捕令。逮捕次日他被释放，不过处于监视之中。

## 逮捕和处决

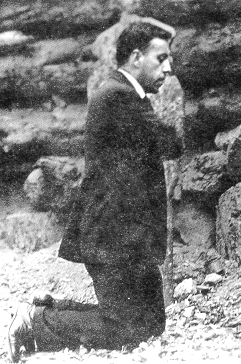
1927年11月23日普罗弥格行刑前最后的请求是请允许下跪和祷告

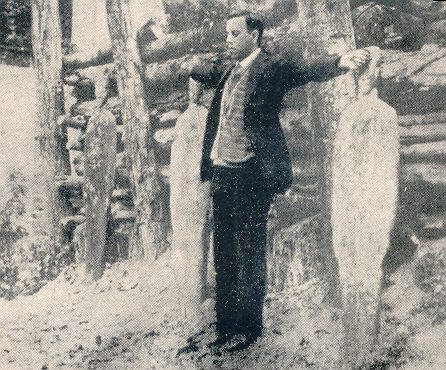
1927年11月23日普罗弥格行刑

一场以炸弹袭击暗杀阿尔瓦罗·奥夫雷贡（但是只伤到此前总统）的企图为政府提供了逮捕普罗和他的兄弟Humberto和Roberto的借口。一位年轻参与此事和坦白他参与暗杀的工程师证明普罗的两位兄弟并未并未参与。弥格和他的兄弟被带到墨西哥城的刑侦监察局（Detective Inspector's Office）。

1927年11月23日普罗神父未经审讯就被处决。总统卡列斯以暗杀行动为借口下令处决普罗，但其实是因为（普罗）抵制实质为要将天主教非法化的做法。卡列斯精心安排了处决的照片拍摄，接下来几日全国新闻将之放在标题版。卡列斯自然会认为照片的场景足以震慑和政府军对抗的基督军，特别是在哈利斯科州州。然而，照片适得其反。

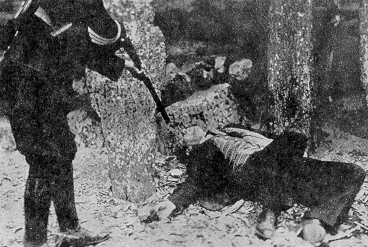
第一轮射击未能射死他，一个士兵去近距离射杀

Roberto Cruz和Palomera Lopez将军在1927年11月22日晚上11点左右拜访了普罗神父和他的兄弟。次日，随着普罗神父从牢房走向庭院和行刑队时，他为这些士兵祝福，跪下并简短地默祷。他拒绝眼罩，面向行刑者，一手持耶稣受难像一手持玫瑰经念珠，手臂平伸，作耶稣受难像并且喊出，“愿主原谅你们！愿主保佑你们！主啊，汝知我之清白！我全心全意地原谅我的敌人！”行刑队得令射击前，普罗举起手臂作耶稣像，大喊基督军的抵抗口号，“Viva Cristo Rey!”—“基督君王万岁！”。行刑队开始未能射死他，之后一个士兵近距离地朝他开了一枪。
据说，卡列斯瞧不起普罗葬礼的4万成队的人群，普罗的父亲说，另有2万人在他下葬的地方等着（无神父在场）。基督军变得更加活跃，战斗也更有热情，他们中许多人都带着普罗在行刑队前情形的新闻图片。

## 宣福礼
普罗被处决52年后，教宗参观墨西哥，由总统接见，并在几千人前露天举行了弥撒（此行为在普罗的年代是犯罪，而且就算在教宗参观的当时，此行为仍然在法律意义上非法，不过没有被执行）。1988年9月25日在他的宣福礼上，教宗若望·保祿二世用这些话纪念了普罗神父：
无论是苦难，重病，还是在艰难危险环境下使人精疲力竭的牧师活动，都不能扼杀他为基督带入他生命中不可被剥夺，光照又有感染力的喜悦。诚然，为卑微者自我牺牲的屈服的最终根源是他对耶稣强烈的爱和至死追随他的愿望。
真福普罗弥格的圣骨可以在罗利 (北卡罗来纳州)的圣拉斐尔大天使天主教教堂的圣母堂中找到。